# Cojocaru, Dâmbovița
Cojocaru este un sat în comuna Mogoșani din județul Dâmbovița, Muntenia, România.
La sfârșitul secolului al XIX-lea, satul Cojocaru era reședința unei comune de sine stătătoare din plasa Cobia a județului Dâmbovița, comună ce avea în componență satele Cojocaru, Meri și Chirca, cu 756 de locuitori și 2 biserici.
În 1925, comuna Cojocaru, cu satele Cojocaru, Kirca și Meri, se afla în plasa Găești a aceluiași județ, și avea 1083 de locuitori.
În timp, comuna Cojocaru s-a desființat, fiind inclusă în comuna Mogoșani.  